# Tímár Éva
Tímár Éva, születési nevén Gerber Éva (Siklós, 1940. október 12. –) Jászai Mari-díjas magyar színésznő, érdemes és kiváló művész.

## Életpályája
Szülei Gerber Gyula és Redváncz Mária voltak. 1957–1961 között a Színművészeti Akadémia hallgatója volt. Ennek elvégzése után 1961-ben a debreceni Csokonai Színházhoz szerződött 1963-ig. 1963–1966 között, valamint 1989–1991 között a Nemzeti Színház tagja volt. 1966–1971 között a kaposvári Csiky Gergely Színház színművésze volt. 1971–1974 között a Pécsi Nemzeti Színházban lépett fel. 1974–1979 között a szolnoki Szigligeti Színházban játszott. 1979–1988 között a Miskolci Nemzeti Színház tagja volt. 1988-tól a Magyar Filmgyártó Vállalat társulatához tartozott. 1991–1996 között, valamint 2004-től 2011-es megszűnéséig a Budapesti Kamaraszínház tagja volt. 1996–2000 között a Magyar Színészkamarai Egyesület vezetőségi tagja volt. 1996–2003 között a Szegedi Nemzeti Színházban szerepelt. 2003–2004-ben a Soproni Petőfi Színházban játszott. 2011 óta a Gózon Gyula Kamaraszínház tagja.

### Magánélete
Első férje Kárpáti György sportoló volt. Később 10 évig élt együtt Bujtor István színésszel, majd Csiszár Imre rendezővel. A Tordy Géza színművésszel való kapcsolatából egy gyermeke született, Tímár Rita (1977–). Rövid ideig kapcsolatban élt Popper Péterrel is.

## Színpadi szerepei
- Manneken (Nestroy: Lumpáciusz Vagabundusz avagy a három jómadár)[12]
- Mirandolina (Goldoni: Mirandolina)
- Blanche (Williams: A vágy villamosa)
- Olga (Csehov: Három nővér)
- Anfisza (Csehov: Három nővér)
- Sen Te (Brecht: A szecsuáni jólélek)
- Elmira (Molière: Tartuffe)
- Mamy (Robert Thomas: Nyolc nő)
- Siri (Enquist: A tribádok éjszakája)
- Aase (Ibsen: Peer Gynt)
- Phaedra (Enquist: Ének Phaedráért)
- Elin (Norén: Az éjszaka a nappal anyja)
- Brusconné (Bernhard: A színházcsináló)
- Giza (Örkény István: Macskajáték)
- A: (Albee: Három magas nő)

## Filmjei

### Játékfilmek
| - Külvárosi legenda (1957) - Játék a szerelemmel (1959) - A hetedik napon (1959) - Merénylet (1959) - Húsz évre egymástól (1962) - Aranykor (1963) - Ha egyszer 20 év múlva… (1964) - Az első esztendő (1966) - Butaságom története (1966) - Gyerekbetegségek (1966) - Kötelék (1967) - Krebsz, az isten (1969) - A legszebb férfikor (1972) | - Olyan, mint otthon (1978) - Útközben (1980) - Te rongyos élet (1983) - Uramisten (1984) - Anna filmje (1992) - Sose halunk meg (1993) - Szamba (1995) - Balekok és banditák (1997) - Pizzás (2000) - A Rózsa énekei (2003) - Kinder Garden (2005) - Buhera mátrix (2007) - Lefkovicsék gyászolnak (2024) |

### Tévéfilmek
- 1956.11.01. (1959)
- Homokba rajzolt madár (1963)
- Váltás (1964)
- Viharban (1966)
- Házassági évforduló (1970)
- A medikus (1974)
- Ősbemutató (1974)
- Hátország (1975)
- Vakáció a halott utcában (1978)
- Két pisztolylövés (1980)
- Megbízható úriember (1981)[13]
- Faustus doktor boldogságos pokoljárása (1982)
- Linda (1984)
- Villanyvonat (1985)
- Glóbusz (1993)
- Hotel Szekszárdi (2002)
- Barátok közt (2005)
- Tűzvonalban (2009)
- A mi kis falunk (2017–)
- Mintaapák (2019)

## Díjai, elismerései
- Jászai Mari-díj (1972)
- Érdemes művész (1982)
- Kiváló művész (2010)